# Ministério da Justiça (Reino Unido)
O Ministério da Justiça (em inglês: Ministry of Justice) é um departamento ministerial do governo do Reino Unido, chefiado pelo Secretário de Estado da Justiça e pelo Lord Chancellor. O departamento é responsável por áreas de política constitucional que não foram transferidas em 2010 para o vice-primeiro-ministro, a lei de direitos humanos e a lei de direitos de informação em todo o Reino Unido.
O ministério foi formado em maio de 2007, quando algumas funções do Secretário do Interior foram integradas com o Departamento de Assuntos Constitucionais. Este último substituiu o Departamento do Lord Chancellor em 2003.